# Aloe pachydactylos
Aloe pachydactylos är en grästrädsväxtart som beskrevs av T.A.Mccoy och John Jacob Lavranos. Aloe pachydactylos ingår i släktet Aloe och familjen grästrädsväxter.
Artens utbredningsområde är Madagaskar. Inga underarter finns listade i Catalogue of Life.